# Советская Гавань-Сортировочная
Советская Гавань-Сортировочная — железнодорожная станция Комсомольского отделения Дальневосточной железной дороги. Расположена в пос. Октябрьском Ванинского района Хабаровского края.
Станция является конечной для пассажирского поезда:
| № поезда | Маршрут движения               | № поезда | Маршрут движения               |
| -------- | ------------------------------ | -------- | ------------------------------ |
| 351      | Советская Гавань — Владивосток | 352      | Владивосток — Советская Гавань |

До станции Советская Гавань-Город — только грузовое движение.
Пассажиры, едущие до Советской Гавани, добираются до города на проходящих автобусах или на такси. Ранее на привокзальной площади находился автовокзал, откуда выполнялись стыковочные рейсы на Советская Гавань и Ванино.

## Здание вокзала
Здание вокзала построено японскими военнопленными и имеет довольно оригинальную архитектуру. Ранее подобных зданий на ж/д ветке от Советской Гавани до Комсомольска-на-Амуре было несколько, но к началу 21 века, по всей вероятности, осталось только здесь. 
Несколько лет назад здание было отреставрировано с сохранением первоначальной архитектуры.